# 栉文土器时代

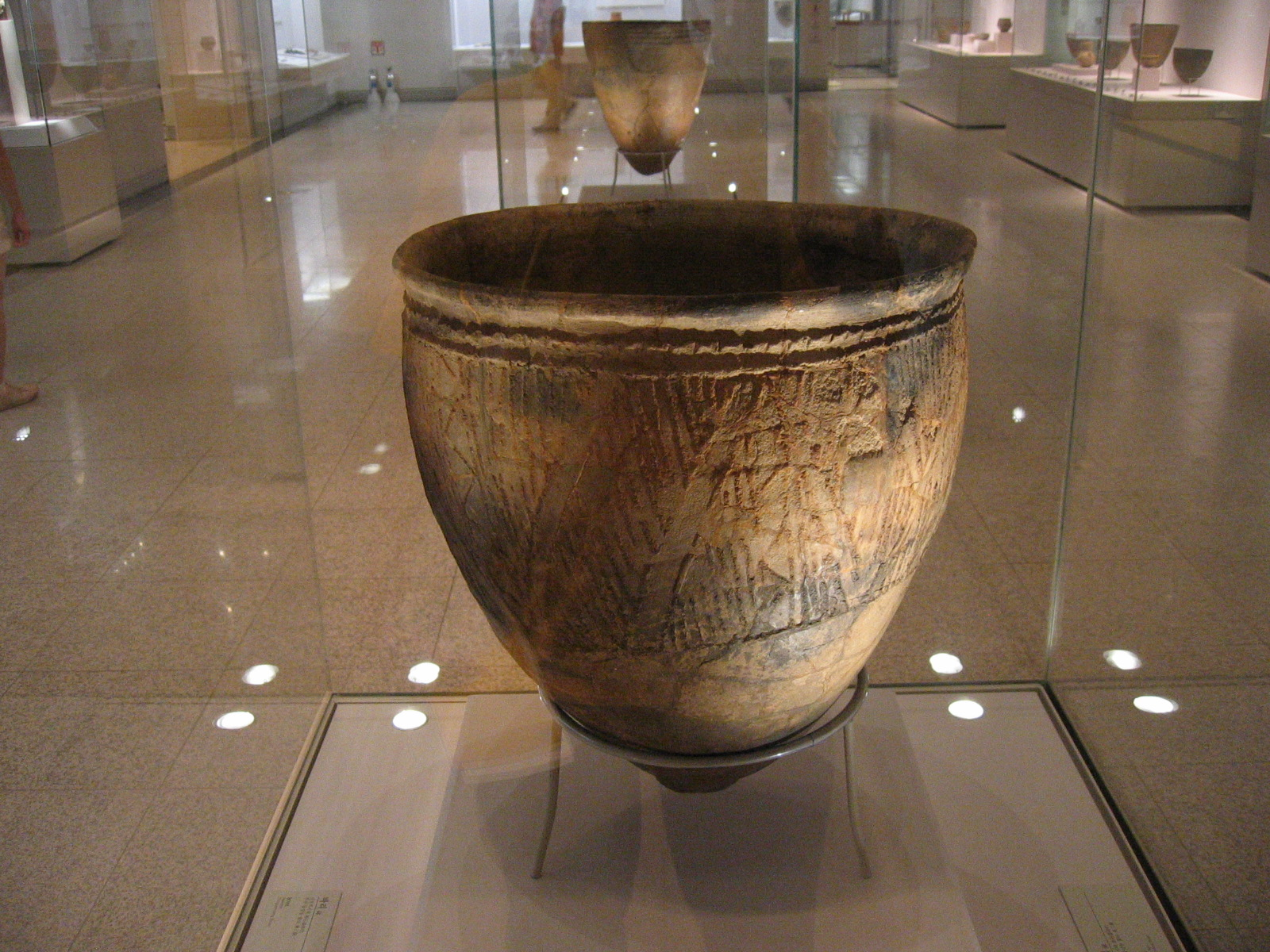
出土的约前3500年左右的栉文陶器
韩国国家博物馆藏品

栉文土器时代（韓語：즐문토기 시대）或栉文陶器时代是朝鲜历史上史前时代的一个考古时期，相当于朝鲜旧石器时代晚期至新石器时代，约前1万年至前1500年。该时期下分原始期（〇期：约前1万年至前7世纪）、早期（一期：约前7世纪至前3500年）、中期（二期：约前3500年至前2000年）、晚期（三期：约前2000年至前1500年）四期。此时期发掘的陶器（“土器”）呈现有梳子纹、线条纹、发纹、指甲纹等简单的几何纹的特征。栉文土器时代的陶器特征与俄罗斯远东地区、中国东北地区、以及日本列岛的出土陶器相似。栉文晚期陶器近似于夏家店下層文化的出土陶器。

## 参阅
- 朝鲜陶瓷
- 无文土器时代